# Liste de drapeaux d'objets célestes
Cet article liste des drapeaux attribués à des objets célestes. Ces drapeaux n'ont aucune valeur officielle. Ce ne sont que des propositions n'ayant jamais recueilli la reconnaissance officielle d'un quelconque État.

## Liste de drapeaux

### Terre
| Drapeau | Date | Désignation                                        | Description |
| ------- | ---- | -------------------------------------------------- | --- |
|         | 2015 | Drapeau de la Terre par Oskar Pernefeldt           | Au centre du drapeau, sept anneaux forment une fleur, un symbole de la vie sur Terre. Les anneaux sont liés entre eux, ce qui représente comment tout ce qui se trouve sur notre planète, directement ou indirectement, est lié. La couleur bleue représente l'eau, qui est essentielle pour la présence de la vie. Egalement les océans, qui couvrent la plus grande partie de la surface de notre planète, la Terre. |
|         | 1969 | Drapeau pour le Jour de la Terre de John McConnell | Image de la planète Terre sur un fond bleu. |
|         | 1970 | Drapeau de la Terre par James W. Cadle             | Un cercle bleu représentant la Terre se trouve entre un plus grand cercle jaune (le Soleil) et un plus petit blanc (la Lune), sur un fond noir (l'espace). |
|         | 1988 | Drapeau du Monde par Paul Carroll                  | Au centre se trouve un planisphère, entouré de 216 drapeaux dont ceux des Etats, ceux de territoires autonomes appartenant à des Etats et celui de l'ONU. |
|         | 1946 | Drapeau des Nations unies par Donal McLaughlin     | Le drapeau utilise le bleu comme fond et le blanc comme couleur du motif, ces deux couleurs sont les couleurs officielles des Nations-Unies. Le motif central, entouré de rameaux d'olivier symbolisant la paix, représente une carte du monde formée par une projection équidistante azimutale centrée sur le pôle Nord. Le continent antarctique n'est par conséquent pas représenté.                                |
|         | 1913 | Drapeau olympique par Pierre de Coubertin          | Les cinq anneaux entrelacés représentent les cinq continents unis par l’olympisme, et les six couleurs (en comptant le blanc en arrière-plan) représentent toutes les nations, car au moins l’une de ces couleurs était présente dans le drapeau de chaque pays, à l'époque de sa création en 1913. Ainsi ce drapeau est le symbole de l’universalité de l’esprit olympique.                                           |

### Mars
| Drapeau | Date | Désignation                                                            | Description |
| ------- | ---- | ---------------------------------------------------------------------- | --- |
|         | 1999 | Drapeau de Mars par Pascal Lee                                         | La barre rouge, qui est contre le mât, symbolise la planète Mars telle qu'elle est aujourd'hui. Le vert et le bleu représentent les étapes d'une possible terraformation de Mars, que l'homme aurait la capacité et la volonté d'entreprendre.                                    |
|         | 1984 | Drapeau de Mars par Thomas O. Paine                                    | Au centre se trouve la planète Mars en orange avec les pôles en blanc. Elle est montrée comme une étape dans un voyage vers les étoiles car entourée d'une étoile en haut au flottant et une Terre en bas au mât. Une flèche bleue sur Mars pointe dans la direction de l'étoile. |
|         | 1990 | Drapeau de la République Unie de Mars dans les mangas Gunnm            | - |
|         | 1961 | Drapeau de Mars dans le roman En terre étrangère de Robert A. Heinlein | On y voit le symbole de Mars en rouge sur un fond blanc.. |
|         | 1994 | Drapeau de Mars dans le roman L'Envol de Mars de Greg Bear             | Mars et ses deux satellites sont représentés en rouge. |
| -       | 2015 | Drapeau de la République du Congrès martien dans la série The Expanse  | On y voit Mars et ses deux lunes. |